# ساول ستيرنبيرغ
ساول ستيرنبيرغ (بالإنجليزية: Saul Sternberg)‏ هو أستاذ جامعي وعالم نفس أمريكي، ولد في 30 أغسطس 1933 في نيويورك في الولايات المتحدة.